# Joannes ter Haar
Joannes (Jan) ter Haar (Amsterdam 18 augustus 1868 - Amsterdam 12 oktober 1941) was een Nederlands koopman en politicus.
Ter Haar volgde les aan de openbare Handelsschool te Amsterdam en was van 1889 tot 1921 lid en beheerder van de firma B. ter Haar & Zoon te Amsterdam. Van 1901 tot 1936 was hij gemeenteraadslid en van 1921-1929 en 1934-1935 wethouder van Amsterdam. Van 1904-1935 was hij lid van de Provinciale Staten van Noord-Holland. Van 1930 tot zijn dood in 1941 was hij lid van de Eerste Kamer der Staten-Generaal voor de Christelijk-Historische Unie, waarvan hij ook vicevoorzitter was. Daarnaast vervulde hij tal van nevenfuncties in het Amsterdamse bedrijfs- en verenigingsleven. Zo was hij voorzitter van de notabelensociëteiten 'Doctrina' en 'Groote Club'.
In 1891 trouwde hij Iskjen Catharina Romeny, ze kregen negen kinderen, onder wie burgemeester Pieter Willem ter Haar (1904-1996). Joannes ter Haar was Ridder van de Nederlandse Leeuw en Officier van Oranje-Nassau en Commandeur in de Huisorde van Oranje.